# 40가지 열매의 나무
40가지 과일 나무(Tree of 40 Fruit)는 시러큐스 대학교의 샘 밴 아켄 교수가 접붙이기 기술을 사용하여 만든 유실수 시리즈 중 하나이다. 각 나무는 벚나무속에 속하는 40가지 종류의 핵과를 생산하며, 미국에서 7월부터 10월까지 순차적으로 숙성된다.

## 개발
샘 밴 아켄은 시러큐스 대학교의 조소 부교수이다. 그는 전통적인 예술 제작을 넘어 소통, 식물학, 농업 분야에서 새로운 관점의 예술 프로젝트를 개발하는 현대 예술가이다. 아켄은 2018년 노스캐롤라이나주 샬럿의 매콜 예술 및 혁신 센터에서 레지던시 작가로 활동했다.
그의 가족은 펜실베이니아 독일인이며, 그는 가족 농장에서 자랐다.

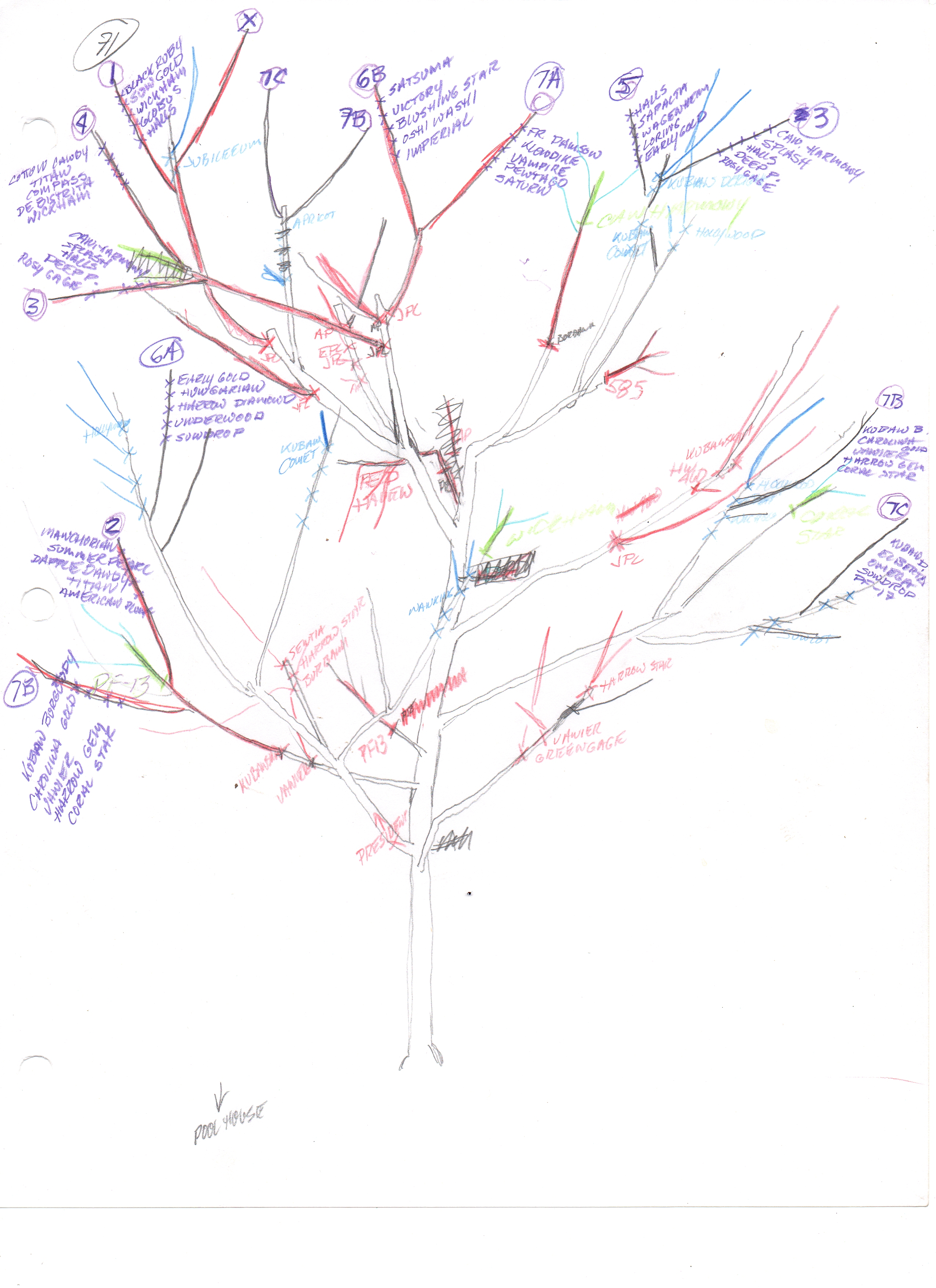
예술가의 "71번 나무" 계획도

2008년, 아켄은 예술 프로젝트를 위해 여러 색깔의 꽃이 피는 나무를 만들 표본을 찾던 중, 자금 삭감으로 폐쇄 예정이던 뉴욕 주립 농업 실험소의 3-에이커 (1.2 ha) 규모 과수원을 인수했다. 그는 그곳에서 재배되던 250종이 넘는 유서 깊은 품종 중 일부(그 중 일부는 독특함)의 싹을 대목 나무에 접목하기 시작했다. 약 5년에 걸쳐 그 나무는 아몬드, 살구나무절, 버찌, 천도복숭아, 복숭아, 자두 품종을 포함하여 각각 다른 과일을 가진 40개의 다른 "기증" 나무 가지들을 축적했다.

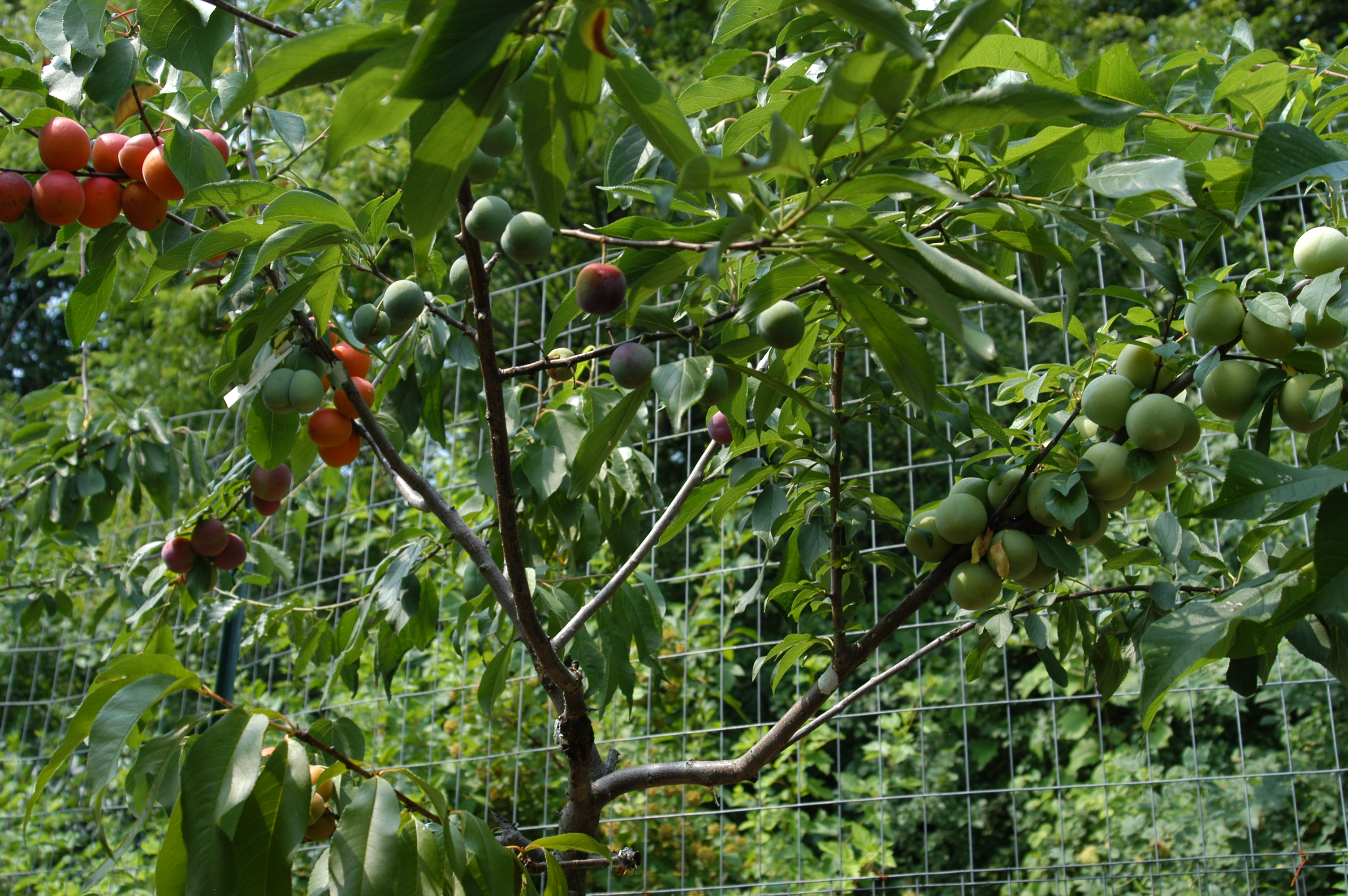
예술가의 묘목장에서 열매를 맺는 40가지 과일 나무

매년 봄 이 나무의 꽃은 빨간색, 분홍색, 흰색의 다양한 색조로 혼합되어 핀다.
40가지 과일 나무는 원래 예술 프로젝트로 구상되었으며, 샘 밴 아켄은 사람들이 봄에는 나무에 여러 종류의 꽃이 피고 여름에는 다른 종류의 과일이 열린다는 것을 알아차리기를 바랐다. 그러나 이 프로젝트는 또한 수세기에 걸친 농업 관행의 변화를 보여준다.

## 분포

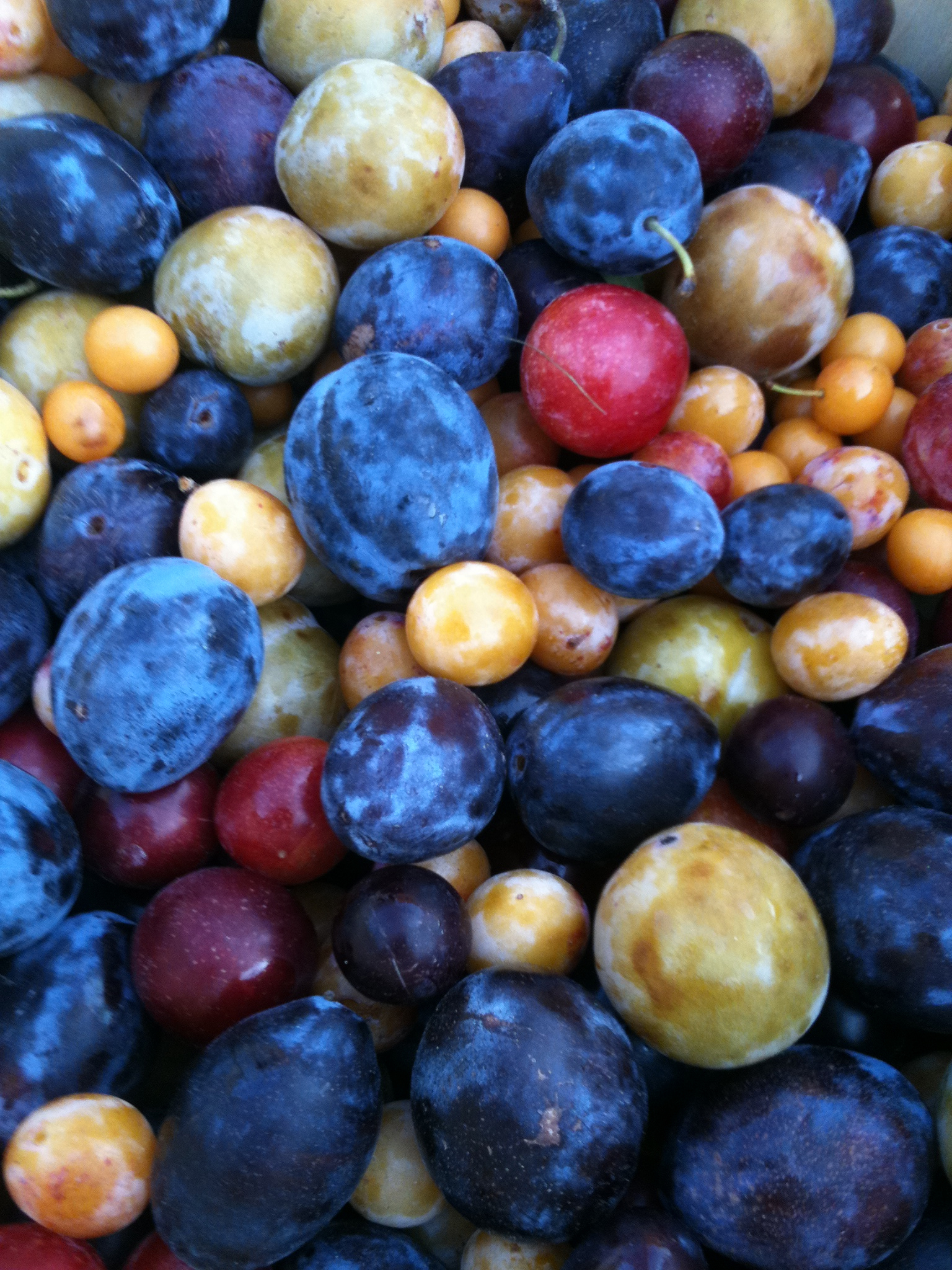
2011년 8월, 한 주 동안 한 나무에서 수확된 다양한 과일

2014년 기준, 밴 아켄은 16개의 40가지 과일 나무를 제작했으며, 지역사회 및 대학 정원, 박물관, 개인 소장품 등 다양한 개인 및 공공 장소에 설치했다. 설치 장소에는 뉴턴 (매사추세츠주), 파운드리지, 쇼트힐스, 벤턴빌, 산호세 (캘리포니아주) 등이 있다. 그는 나무로 도시 과수원을 채울 계획을 가지고 있다.